# 머큐리-아틀라스 6호

박물관에 전시되어 있는 프랜드쉽 7호

머큐리-아틀라스 6호는 머큐리 계획으로 발사된 미국의 유인우주선이다. 최초로 머큐리-아틀라스 로켓으로 발사되었다. 존 글렌 중령이 탑승, 미국 역사상 3번째 우주비행사이자, 미국 최초의 궤도 비행을 한 우주비행사가 되었다. 콜사인은 Friendship 7이다.

## 역사
1962년 7월 30일, 우정7호 캡슐이 프로펠러 4개의 미국 공군 C-124 수송기에 실려 김포공항에 도착했다. 23대의 경찰 오토바이가 호송했다. 24번째로 한국에 전시되었다, 서울시민회관(현재 세종문화회관)에 3일간 전시되었다.

## 비행
1962년 2월 20일 14시 47분 39초 UTC에 케이프커내버럴 공군 기지 LC-14에서 머큐리-아틀라스 로켓으로, 만 40세의 존 글렌 미국 공군 중령이 탑승한 프랜드쉽 7호가 발사되었다.
궤도 경사 32.5도, 근지점 149 km, 원지점 248 km의 지구 저궤도(LEO)를 88.47분의 주기로 3회 궤도비행을 하였다.
무게 1,352 kg (2,981 lb)인 프랜드쉽 7호는 1인승 유인우주선으로, 보통 ICBM의 핵탄두가 1.5톤 정도 하는 것과 비교된다. 미국의 3번째 유인우주선이다.
미국 NASA는 고도 80 km를 우주로 보며, 이 고도 이상을 비행하면 우주비행사 배지를 수여한다.
머큐리-아틀라스 로켓은 한국의 나로호(140톤), 누리호(200톤) 보다 작은 120톤 무게이다.

## 같이 보기
- 우주 캡슐
- 우주 탐사
- 스플래시다운